# Simulium mackerrasorum
Simulium mackerrasorum är en tvåvingeart som beskrevs av Colbo 1976. Simulium mackerrasorum ingår i släktet Simulium och familjen knott. Inga underarter finns listade i Catalogue of Life.